# Xantos (cavall)
D'acord amb la mitologia grega, Xantos (en grec antic Ξάνθος), va ser un cavall immortal, fill del Zèfir i de Podarge.
Juntament amb el seu germà Bali, fou donat a Aquil·les per Posidó. Els déus li van concedir per un moment el do de la paraula perquè vaticinés la mort del seu amo.